# 死水
死水（しすい、英: dead water）とは、流れの中の物体後方に形成される、静止状態の流体領域のことである。死水域（しすいいき）ともいい、河川や配管において発生する。
実際の流れにおいて、にぶい（流線形でない）形状の物体の後方（伴流領域）は、大小の渦が存在し、時間・空間的にきわめて複雑な流れである。しかし近似として、伴流領域は時間平均を取れば流速が遅くほとんど動かない領域とみなすことができる。この意味で死水は近似モデルである。
死水の外側の領域は非粘性流体であり、かつ渦なし流れと仮定すると、流体領域のほとんど至るところで渦なし流れとなる。しかし死水領域を考えることで、完全流体の渦なし流れを扱いながらダランベールのパラドックスを回避することができる。
1869年にグスタフ・キルヒホフによって、非粘性流体の仮定をしたままでダランベールのパラドックスを回避し流体抗力を求めるために導入された。